# Ernest Gellner
Ernest André Gellner (ur. 9 grudnia 1925 w Paryżu, zm. 5 listopada 1995 w Pradze) – brytyjski filozof, socjolog i antropolog społeczny.

## Życiorys
Urodził się w rodzinie żydowskiej, wychowywał się w Czechosłowacji. Nazywany jest jednym z „najbardziej energicznych intelektualistów” i „jednoosobową krucjatą na rzecz krytycznego racjonalizmu”. Jego pierwsza książka Słowa i rzeczy (1958), stała się przyczynkiem do głównego artykułu w „The Times” i publikowanej przez miesiąc korespondencji na stronach z listami czytelników.
Ernest Gellner był przez 22 lat profesorem filozofii, logiki i metodologii naukowej w London School of Economics (LSE), przez 10 lat profesorem antropologii społecznej na Uniwersytecie w Cambridge i w końcu szefem nowego Centrum Badań nad nacjonalizmem w Pradze (jego publikacja z 1983 roku Narody i nacjonalizm została przetłumaczona z angielskiego na 24 języki). Walczył przez całe swoje życie – pisząc, ucząc, prowadząc aktywność polityczną – przeciwko temu co uznawał za zamknięty system myślenia – szczególnie przeciw komunizmowi, psychoanalizie i relatywizmowi.

## Książki
- Słowa i rzeczy, czyli nie pozbawiona analizy krytyka filozofii lingwistycznej, przedmową opatrzył Bertrand Russell, przeł. Teresa Hołówka, Warszawa 1984, Wyd. Książka i Wiedza, s. 460, ISBN 83-05-11207-1 (Words and Things, A Critical Account of Linguistic Philosophy and a Study in Ideology 1959)
- Narody i nacjonalizm, przekład Teresa Hołówka, wyd I: Warszawa 1991, Wyd. PIW, s. 174, ISBN 83-06-01975-X; wyd II: Warszawa 2009, Wyd. Difin, s. 264, ISBN 978-83-7641-047-0 (Nations and Nationalism 1983)
- Uwodzicielski urok psychoanalizy, czyli chytrość antyrozumu, przeł. Teresa Hołówka, Warszawa 1997, Wyd. Książka i Wiedza, ISBN 83-05-12860-1 (The Psychoanalytic Movement 1985)
- Pojęcie pokrewieństwa i inne szkice o metodzie i wyjaśnianiu antropologicznym, Kraków 1995, Universitas, s. 298 (The Concept of Kinship and Other Essays 1986)
- (E. Gellner i inni) Europa i co z tego wynika; przygot. i przedm. opatrzył Krzysztof Michalski ; przeł. Tomasz Fiałkowski et al.; Instytut Nauk o Człowieku, Wiedeń; Warszawa 1990, Wyd. Res Publica, ISBN 83-7046-144-1 (Europa und die Folgen IWM Castelgandolfo-Gespräche 1987)
- Postmodernizm, rozum i religia, Warszawa 1997, Wyd. PIW, ISBN 83-06-02595-4 (Postmodernism, Reason and Religion 1992)

## Artykuły
- Andrzej Flis (red.), Ernest Gellner Między filozofią a antropologią (Zawiera m.in. teksty autorstwa E. Gellnera: O genezie narodów, Specyfika państwa muzułmańskiego, Społeczeństwo muzułmańskie, Święci Atlasu), Lublin 1989, wyd, UMCS, ISBN 83-227-0232-9.
- Dwie formy więzi społeczeństw złożonych a proces narodotwórczy, [w:] Zdzisław Mach, Andrzej Paluch (red.), Sytuacja mniejszościowa i tożsamość, Kraków 1992, s. 75-104?
- Karl Popper – myśliciel i człowiek, Res Publica Nowa listopad 1995.